# Conistra fletcheri
Conistra fletcheri là một loài bướm đêm trong họ Noctuidae.